# Justicia inaequifolia
Justicia inaequifolia är en akantusväxtart som beskrevs av R.K. Brummitt. Justicia inaequifolia ingår i släktet Justicia och familjen akantusväxter. Inga underarter finns listade i Catalogue of Life.